# Al Marmoom
Al Marmoom (in arabo المرموم	‎?)	è una comunità dell'Emirato di Dubai, negli Emirati Arabi Uniti. Amministrativamente fa parte del Settore 9 e si trova nella zona meridionale di Dubai.

## Storia
Nel 2006 la società immobiliare Sama Developments avviò un progetto di sviluppo della comunita di Al Khairan First chiamato The Lagoons. Il progetto era molto ambizioso doveva coprire un'area di 650 ettari con un costo di 18 miliardi di dollari. Prevedeva sette isole, chiamate Al Dana, Al Sedaifa, Al Jiwin, Al Naama, Al Lulu, Al Hassabi e l'isola che doveva ospitare l'Opera House, collegate tra loro da ponti e avrebbe incluso unità residenziali, centri commerciali, edifici per uffici e porti turistici. L'isola centrale era destinata a un quartiere degli affari e presentava un gruppo di quattro grattacieli a forma di tentacolo super alti chiamati Dubai Towers.
Nel 2007 sono iniziati i lavori con gli scavi alle lagune e sono state realizzate alcune infrastrutture di base, ma nel 2008 sono subentrati dei problemi quando quattro membri del team di Sama sono stati arrestati e incarcerati con l'accusa di corruzione. Questo e la crisi finanziaria globale che ha colpito Dubai nel 2008-2008 hanno portato alla sospensione del progetto nel 2009. Successivamente il piano di realizzazione delle lagune è stato abbandonato e con esso la realizzazione delle Dubai Towers mentre l'Opera House è stata ridisegnata e trasferita in Downtown Dubai.
Nel 2013 la Emaar Properties è subentrata alla Sama e ha presentato un progetto completamente rivisto, chiamato Dubai Creek Harbour, incentrato su due grattacieli, chiamati Dubai Twin Towers, e un complesso residenziale di sei torri chiamato Dubai Creek Residences. Nel febbraio 2016 Emaar ha indetto una gara per la realizzazione di una singola torre per sostituire il progetto originale dei due grattacieli al centro dello sviluppo di Dubai Creek Harbour. Nell'aprile 2017 l'architetto spagnolo Santiago Calatrava ha vinto il concorso con un progetto per una "guglia" che sarebbe stata più alta del Burj Khalifa. Doveva essere conosciuta come "The Tower", e inizialmente la sua altezza è stata tenuta segreta. Successivamente la torre è stata ribattezzata Dubai Creek Tower.
I tempi di sviluppo dell'intero progetto non sono mai stati pubblicati, tuttavia considerando che questo quartiere è grande circa quattro volte quello di Downtown Dubai, si può ipotizzare una durata complessiva di circa 20 anni.

## Territorio
Il territorio della comunità occupa una superficie di 27,3 km² che si sviluppa in un'area non urbana semi-desertica nella zona centrale di Dubai.
Al Marmoom si trova nella zona meridionale della intersezione fra la Lehbab Road (E 77) e la Dubai Al Ain Road (E 66).
Come detto questa area è semi-desertica e sostanzialmente disabitata, tuttavia essa ospita alcune importanti strutture sportive:
- The Sevens. E' un complesso sportivo multifunzionale composto da otto campi da rugby/calcio, sei campi da cricket (3 in erba e 3 in sabbia), quattro campi da tennis, un campo da basket, una tribuna e strutture accessorie conformi a standard internazionali.[6]
- Dubai Camel Racing Club. È una associazione sportiva fondata nel 2008 dall'emiro di Dubai Mohammed bin Rashid Al Maktoum per preservare a diffondere le informazioni e conoscenza degli antichi sport delle corse di cammelli e della cultura e retaggio ad essi correlata. Il club è proprietario del il più grande circuito di corse di cammelli di Dubai chiamato Al Marmoom Racing Track. Il club gestisce il Dubai Camel Hospital, il primo ospedale veterinario al mondo che tratta esclusivamente cammelli.[7]

Oltre a questi impianti nell'area si trova il Al Marmoom heritage village. È una struttura permanente che consente ai visitatori di esplorare lo stile di vita degli Emirati attraverso l'artigianato, la cucina, la danza e la musica. Il villaggio ospita annualmente il Al Marmoom Heritage Festival, un evento culturale per la diffusione della cultura degli Emirati il cui evento principale è la gara di corsa dei cammelli che si tiene nella vicina pista Al Marmoom Racing Track.
Contrariamente a quanto potrebbe far pensare il nome, la Riserva di conservazione del deserto di Al Marmoom non si trova qui, ma a circa 80 km a sud-ovest.
L'area non è attualmente servita dalla Metropolitana di Dubai. Esistono tuttavia due linee di superficie (bus 66 e 67) che percorrono la Dubai Al Ain Road e fermano a Jazira Poultry Farm non lontano dal Dubai Camel Racing Club.